# Комиссарово (Кемеровская область)
Комиссарово — упразднённый посёлок в Кемеровском районе Кемеровской области. На момент упразднения входил в состав Ягуновского сельского поселения. В 2001 году включен в состав города Кемерово и исключен из учётных данных.

## География
На юге граничит с посёлком Ягуновским, на западе с жилым районом Пионер.
В посёлке 17 улиц.

## История
Основан в 1723 г. По данным на 1926 году деревня Комиссарова состояла из 85 хозяйств. В административном отношении являлось центром Комиссаровского сельсовета Щегловского района Кузнецкого округа Сибирского края.
В 2005 году в посёлке обнаружены останки полного скелета мамонта

## Население
| 1970 | 1979  | 1989  |
| ---- | ----- | ----- |
| 1076 | ↗1263 | ↗2133 |

По переписи 1926 г. в деревне проживало 420 человек (198 мужчин и 222 женщины), основное население — русские.